# Mezquite Gordo
Mezquite Gordo es una localidad del estado mexicano de Guanajuato. Es parte del municipio de Romita. Fue fundada el 13 de junio de 1563.

## Demografía
| Gráfica de evolución demográfica |
|                                  |

| Censo | Población |
| ----- | --------- |
| 1900  | 1 040     |
| 1910  | 1 161     |
| 1921  | 512       |
| 1930  | 760       |
| 1940  | 525       |
| 1950  | 829       |
| 1960  | 694       |
| 1970  | 873       |
| 1980  | 964       |
| 1990  | 1 417     |
| 2000  | 1 636     |
| 2010  | 1 723     |
| 2020  | 1 952     |